# ألكسندر ماكنزي
ألكسندر ماكنزي (بالإنجليزية: Alexander Mackenzie) هو مهندس أمريكي، ولد في 25 مايو 1844 في بوتسي في الولايات المتحدة، وتوفي في 21 مارس 1921 في واشنطن العاصمة في الولايات المتحدة.